# Angel (песня Aerosmith)
«Angel» — песня группы Aerosmith с их студийного альбома 1987 года Permanent Vacation.
Стивен Тайлер написал эту песню вместе с профессиональным сонграйтером Дезмондом Чайлдом. К тому времени группа Aerosmith выпустила два не очень успешных альбома, Rock in a Hard Place (1982) и Done with Mirrors (1985), и на их тогдашнем лейбле Geffen Records (конкретно Джон Калоднер) настояли, чтобы участники группы писали песни не одни, а с опытными сонграйтерами со стороны. Опытные профессиональные авторы песен должны были помочь группе вернуть былую славу.
«Angel» стала второй песней, написанной группой вместе с Дезмондом Чайлдом. До этого он помог им с песней «Dude (Looks Like a Lady)», превратив её в верный хит.
Песня «Angel» абсолютно нетипична для группы Aerosmith. Это баллада про любовь, и, как пишет сайт Songfacts, в ней нет «того похабного юмора, которого Вы бы ожидали от группы». Сайт пишет:
С Тайлером, умоляющим «Приди и спаси меня сегодня вечером», [в песне] есть элемент слабака, который ужаснул давних поклонников. Тайлер знал, что он идёт на компромисс и не собирается в обозримом будущем уделять этой песне особого внимания на концертах (англ. won't be putting the song on his highlight reel anytime soon). Как сказал Джон Калоднер в биографии группы [под названием] Walk This Way, «Тайлер говорит, что я разрушил его карьеру тем, что заставил написать „Angel“ с Дезмондом».
В США песня достигла 3 места в Billboard Hot 100, став на тот момент самым большим хитом группы в этой стране.